# Shoes (groupe)
Pour les articles homonymes, voir Shoes.
Ne doit pas être confondu avec The Shoes.
Shoes est un groupe de power pop originaire de Zion (banlieue de Chicago), Illinois, qui existe depuis le milieu des années 1970.
Il fut l'un des premiers groupes diffusés sur MTV, le jour du lancement le 1er août 1981, avec 4 vidéos : Too Late , Tomorrow Night , Cruel You  et In My Arms Again .

## Membres
- John Murphy : chant, basse, guitares, claviers
- Jeff Murphy : chant, guitares, claviers
- Gary Klebe : chant, guitare, harmonica
- Skip Meyer : batterie, chœurs
- John Richardson : batterie

## Discographie

### Albums
- 1974/75 Heads or Tails (pressage privé limité)
- 1976 One in Versailles (pressage privé limité)
- 1976 Bazooka (pressage privé limité)
- 1977 Black Vinyl Shoes Black Vinyl (BV10092)
- 1979 Present Tense Elektra
- 1980 Tongue Twister Elektra
- 1982 Boomerang Elektra
- 1984 Silhouette New Rose (France)
- 1987 Shoes Best Black Vinyl (BV19787)
- 1988 Present Tense / Tongue Twister Black Vinyl (BV19888) CD Re-issue
- 1989 Stolen Wishes Black Vinyl (BV10189)
- 1990 Boomerang / Shoes on Ice Black Vinyl (BV18190 CD Re-issue
- 1994 Propeller Black Vinyl (BV10294)| CD
- 1995 Fret Buzz (live)| Black Vinyl (BV10495)
- 1997 As-Is Black Vinyl (BV10596) Double CD (re-issue of One In Versailles, Bazooka and other rarities)
- 2007 Double Exposure Black Vinyl (BV11979) Double CD
- 2012 Ignition

### Divers
- 1997 Either Way The Nerk Twins (Jeff Murphy & Herb Eimermann)
- 2007 Cantilever Jeff Murphy  Black Vinyl (BV10101) solo CD

### Titres sur des compilations
- 1978 The Best of Bomp Volume One : Tomorrow Night Bomp!
- 1983 Trouser Press Presents the Best of America Underground : Like I Told You
- 1989 Everyday Is a Holly Day : Words Of Love New Rose (France) (Buddy Holly tribute CD)
- 1991 Yuletunes : This Christmas Black Vinyl (BV12591) (Christmas CD)
- 1993 Shake It Up! – American Power Pop II (1978–80) : Tomorrow Night /Too Late
- 1993 Yellow Pills Volume 1 :  Miss You Big Deal (9003)
- 1994 Yellow Pills Volume 2 : Thing of the Past Big Deal (9006)|
- 1996 The Roots of Powerpop :  Tomorrow Night Bomp!

### Tribute
- 2001 Shoe Fetish: A Tribute To Shoes (avec Matthew Sweet, The Lolas, The Spongetones, Don Dixon, DM3, etc.)

## Liens
- http://www.shoeswire.com - The official Shoes band web site